# 陈瑞华
陈瑞华（1967年2月—），山东聊城人，北京大学法学院教授，主要从事法律方面的研究工作。担任中国诉讼法学研究会刑事诉讼法专业委员会委员。入选中华人民共和国教育部2009年度"长江学者"特聘教授，2005年获得“全国十大中青年法学家”称号。